# Брахитециум неровный
Брахите́циум неро́вный, или шерохова́тый (лат. Brachythecium salebrosum), — вид гипновых листостебельных мхов, входящий в род Брахитециум семейства Брахитециевые (Brachytheciaceae).

## Описание
Зелёный, нередко бледный или желтовато-зелёный мох, образующий рыхлые плоские дерновинки. Стебель до 7 см длиной, простёртый или восходящий, неправильно ветвистый, веточки до 6 мм длиной, острые.
Листья расположены на веточках по кругу, реже в плоскости, направлены к верхушке или горизонтально отстоящие, слабо низбегающие, продольно складчатые, 1,9—2,6×0,7—1,1 мм (веточные листья мельче). Форма листа, как правило, яйцевидно-ланцетная, он слабо, но отчётливо загнут вбок, слабо вогнут, с отчётливо пильчатым краем, изредка почти цельнокрайный. Жилка доходит до половины листа или более длинная. Клетки листа 45—100×6—9 мкм, в основании листа имеются квадратные и прямоугольные клетки.
Коробочка продолговатая, 2 мм длиной, на гладкой ножке. Крышечка остроконическая.
Споры 13—17 мкм.

## Среда обитания и распространение
Произрастает на почве, на валежнике, на стволах деревьев в нижней их части, а также на камнях и бетоне.
Обычный мох в бореальной и неморальной зонах обоих полушарий. Встречается на всех континентах, кроме Антарктиды.

## Таксономия

### Синонимы
- Chamberlainia salebrosa (Hoffm. ex F.Weber & D.Mohr) H.Rob., 1963
- Hypnum plumosum var. salebrosum (Hoffm. ex F.Weber & D.Mohr) Müll.Hal., 1851
- Hypnum salebrosum Hoffm. ex F.Weber & D.Mohr, 1807basionym
- Pancovia salebrosa (Hoffm. ex F.Weber & D.Mohr) Pire, 1874

и другие.